# Omar Khayyám
Omar Khayyám (Of Omar Chajjaam en diverse spellingsvarianten) (18 mei 1048 – 4 december 1123, aangenomen data) was een Perzisch wiskundige, astronoom, filosoof, schrijver en dichter, geboren in Nisjapoer in de streek Khorasan van Perzië (Iran).
Zijn volledige naam was Hakim Ghiyath-al-Din Abu'l-Fath Omar ibn Ibrahim Khayyam Nisaburi (حکیم غیاث‌الدین ابوالفتح عُمَر بن ابراهیم خیام نیشابوری) (al-Khayyam betekent "de tentenmaker"). In het Perzisch is zijn naam " حکیم عمر خیام ".

## Astronoom en wiskundige
Hij verbeterde de Perzische kalender. In 1079 werd zijn verbeterde kalender ingevoerd door Sultan Jalal al-Din Malekshah Saljuqi (1072-1092). Hij bedacht ook diverse wiskundige methodes. Zo staat hij bekend om het uitvinden van een manier om derdegraadsvergelijkingen op te lossen met behulp van de snijpunten tussen een parabool en een cirkel.

## Schrijver en dichter

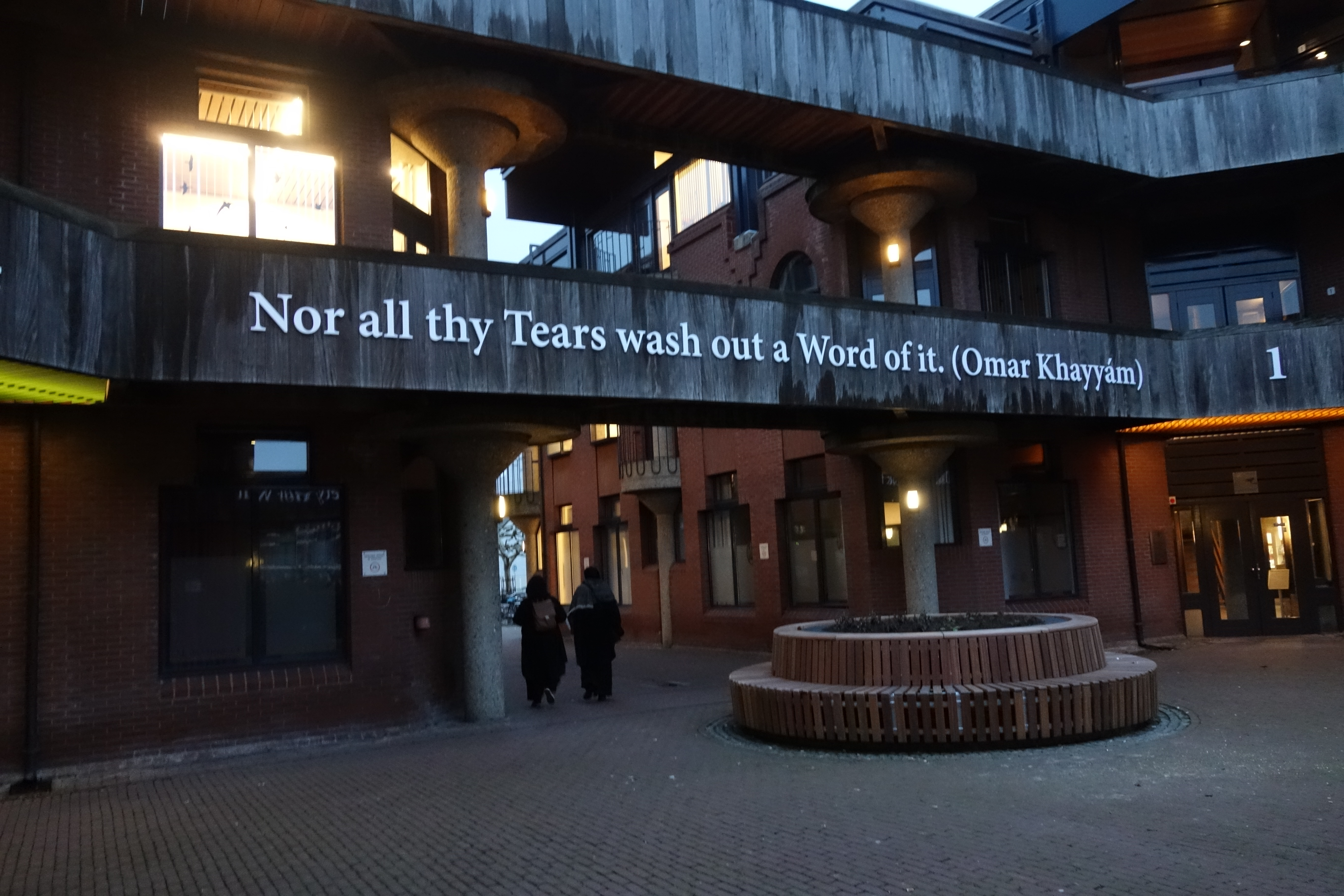
Citaat (Matthias de Vrieshof, Leiden)

Van Omar Khayyam wordt beweerd dat hij duizend vierregelige verzen schreef. In het Westen kreeg hij in de negentiende eeuw grote bekendheid door een kleine selectie daaruit, die door Edward FitzGerald op eigenzinnige wijze naar het Engels vertaald werd onder de titel "The Rubáiyát of Omar Khayyám" (1859). Ook de dichter J.H. Leopold heeft een aantal kwatrijnen vertaald, zoals deze:

Tentmaker zie, uw lichaam is een tent, 

den Sultan ziel tot een kort logement 

De vorst vertrekt; straks vouwt het linnen op 

de dood en geen die nog de standplaats kent

## Trivia
Zijn leven werd in 1957 verfilmd in de film 'Omar Khayyam' met acteurs Cornel Wilde, Debra Paget, Michael Rennie, Raymond Massey en John Derek. Sir Granville Bantock heeft een toonzetting van de kwatrijnen gecomponeerd verschenen onder de naam van de schrijver.